# Stefanie Teufel
Stefanie Irene Maria Teufel ist eine Autorin aus Köln.
Nach eigenen Angaben studierte Stefanie Teufel Volkswirtschaft an der Universität Köln und war danach an der Handwerkskammer tätig. Hauptberuflich war sie dann als Leiterin der Presseabteilung einer PR-Agentur tätig.
Sie hat mehrere Bücher über Linux verfasst sowie Vorträge über Linux auf Messen oder in Fernsehsendungen gehalten. Darüber hinaus veröffentlichte sie regelmäßig Beiträge im Fachmagazin LinuxUser. Dazu war sie spitzzüngige und mit viel Selbstbewusstsein ausgestattete Kommentatorin im Usenet.

## Bücher
- Jetzt lerne ich KDE. 1999, ISBN 3-8272-5528-7
- Jetzt lerne ich Linux. 1998, ISBN 3-8272-5433-7
- Texte schreiben fürs Web. 2003, ISBN 3-8272-6531-2
- Jetzt lerne ich SUSE Linux 10.1. 2006, ISBN 3-8272-4088-3
- Jetzt lerne ich openSUSE 10.3. 2007, ISBN 978-3-8272-4246-4